# Administrador apostòlic
Un administrador apostòlic és un clergue catòlic, sovint (però no necessàriament) bisbe emèrit o d'una diòcesi veïna, a càrrec temporal d'una diòcesi que espera un bisbe diocesà que serà el titular. L'administrador apostòlic governa la diòcesi no com a bisbe titular sinó com a representant del Papa, del qual és vicari.
Des del nou codi de dret canònic (1983), la noció i la pràctica de l'administració apostòlica s'han expandit. Designa el govern d'una part del poble de Déu que les circumstàncies impedeixen integrar una diòcesi (encapçalada per un bisbe) i que per això passa sota la responsabilitat directa del Papa.